# Xian de Yongfeng
Le xian de Yongfeng (永丰县 ; pinyin : Yǒngfēng Xiàn) est un district administratif de la province du Jiangxi en Chine. Il est placé sous la juridiction de la ville-préfecture de Ji'an.

## Démographie
La population du district était de 394 356 habitants en 1999.